# Giovanni Miccoli (Kirchenhistoriker)
Giovanni Miccoli (* 30. August 1933 in Triest; † 28. März 2017 ebenda) war ein italienischer Kirchenhistoriker.

## Leben
Giovanni Miccoli studierte in Pisa, München und London und lehrte von 1962 bis 1967 Kirchengeschichte in Pisa. Seit 1968 lehrte er in Triest. Von 1985 bis 1987 lehrte er Kirchengeschichte an der Universität Venedig, seit 1987 wieder in Triest. Er war Vorstandsmitglied der 1902 von Paul Sabatier gegründeten Società internazionale di studi francescani. 2007 wurde er zum Mitglied des Istituto Veneto di Scienze, Lettere ed Arti gewählt. 
Sein erstes Buch war eine Abhandlung über Petrus Igneus, Bischof von Albano. Sein Buch I dilemmi e i silenzi di Pio XII. ist in Italien bereits in zweiter Auflage erschienen, jedoch noch nicht ins Deutsche übersetzt worden. Eine französische Übersetzung erschien 2005. Nach Ansicht des Paderborner Historikers Rainer Decker ist es ein Beweis dafür, „dass man auf hohem intellektuellen Niveau, aber ohne Schwarz-Weiß-Zeichnung die Politik Pius’ XII. kritisch darstellen kann“. Der Münsteraner Kirchenhistoriker Hubert Wolf meint, das Buch enthalte „die wohl beste Zusammenfassung über den Wissensstand der Römischen Kurie zur Shoah“. Der Potsdamer Historiker Thomas Brechenmacher lobte, Miccolis Buch argumentiere „sehr detailkräftig und abwägend“. Martin Rhonheimer urteilte, das Buch sei die seiner Ansicht nach „ausgewogenste und am besten dokumentierte Studie“ über das Verhältnis von Pius XII. zum Holocaust. „Sie wurde leider noch nicht ins Deutsche übersetzt“.

## Schriften
- Pietro Igneo. Studi sull’età gregoriana (= Studi storici, 40–41). Istituto storico italiano per il Medio Evo, Rom 1960.
- Chiesa Gregoriana. Ricerche sulla riforma del secolo XI (= Storici antichi e moderni. N. S, 17). La Nuova Italia, Florenz, 1966.
- I dilemmi e i silenzi di Pio XII: Vaticano, Seconda guerra mondiale e Shoah (= BUR. Storia). Rizzoli, Mailand 2000, ISBN 9788817007672.